# Igreja de Matias

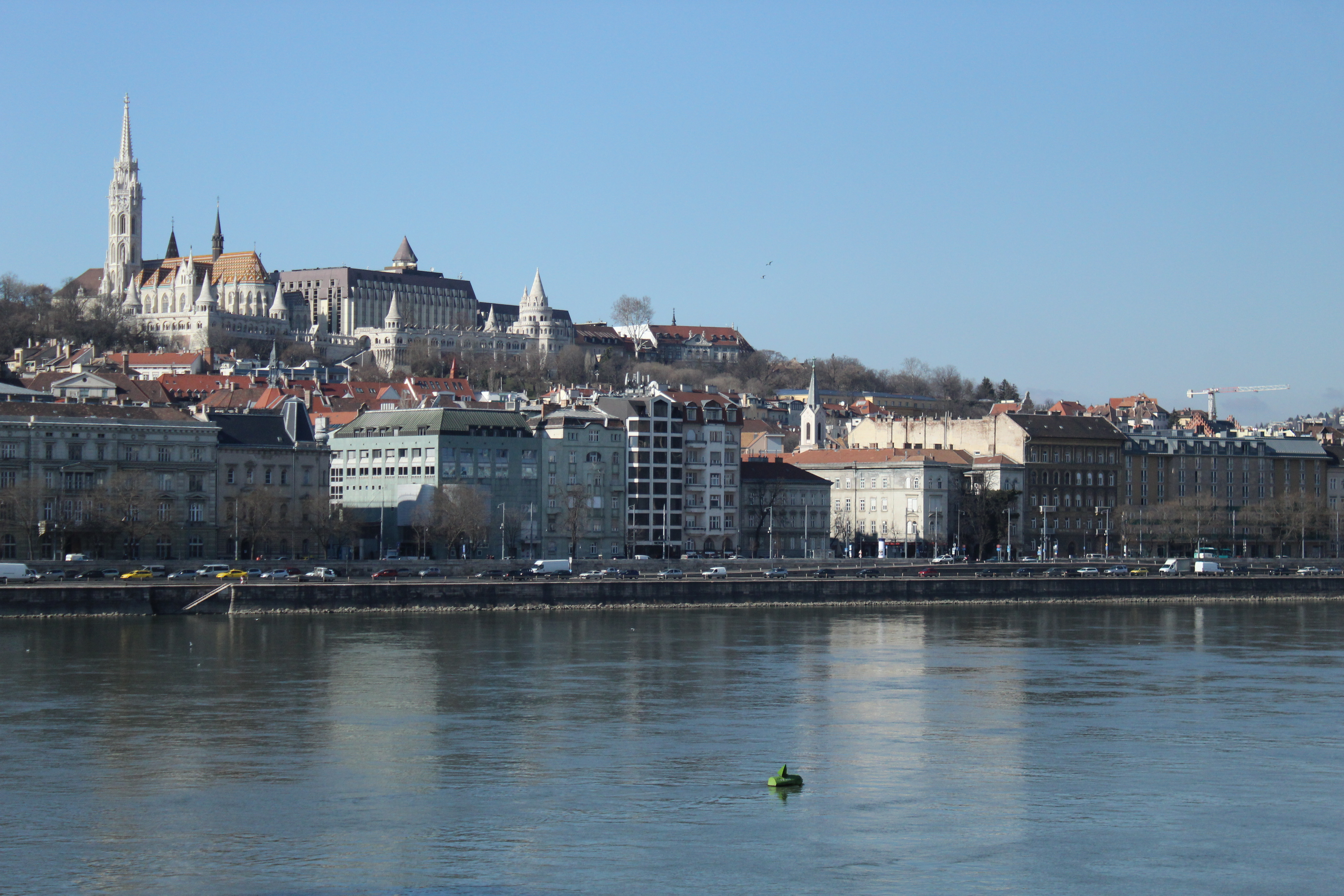
Bela vista da igreja de Mateus

Igreja de Matias (em húngaro:  Mátyás-templom) é uma igreja católica romana localizada em Budapeste, Hungria, em frente ao Bastião dos Pescadores, no coração do Distrito do Castelo de Buda. De acordo com a tradição da igreja, foi originalmente construída em estilo românico em 1015, embora não existam vestígios arqueológicos. O edifício atual foi construído no estilo gótico tardio na segunda metade do século XIV e foi amplamente restaurado no final do século XIX. Era a segunda maior igreja da Buda medieval e a sétima maior igreja do reino húngaro medieval.